# 上野益三
上野 益三（うえの ますぞう、1900年（明治33年）2月26日 - 1989年6月17日）は、日本の生物学者（昆虫学者）、陸水学者。京都大学名誉教授。水生昆虫の分類および生態学的研究のほか、日本の生物学史（博物学史）の研究でも知られる。動物分類学会名誉会員。長男は昆虫学者の上野俊一。

## 略歴
大阪府大阪市生まれ。小学校5年生の時に豊中村（現：豊中市）に引越し、旧制大阪府立北野中学校、旧制大阪薬学専門学校を卒業。1923年に京都帝国大学理学部動物学科に進学、川村多実二に師事。鰓脚類の研究を行い1926年に卒業、動物学教室の助手に就任した。また在学中にはトワダカワゲラを発見し、のちに新種として記載した。
1929年には京都帝国大学の大津臨湖実験所に講師として就任。1933年理学博士の学位を取得、論文の題は「The freshwater branchiopoda of Japan（日本淡水産鰓脚類）」 。
1940年に助教授に就任、1943年には川村の後任として同実験所の所長となった。1953年には京都大学教養部（現：総合人間学部）の教授に就任したが、研究自体は大津臨湖実験所で継続して行った。
1963年に停年退職し、京都大学名誉教授となった。その後は甲南女子大学に移り、博物学史や生物学史の研究に勤めた。1989年6月17日、89歳で死去。死去の前日まで原稿を執筆していたとされている。

## 研究業績
京都帝国大学在籍当時、研究が全くなされていなかったカゲロウやカワゲラの研究を進め、日本の水生昆虫学の礎を築いたとされる。そのような水生昆虫を中心とした記載的な昆虫分類学への貢献にとどまらず、未解明であった水生生物相の解明も重要な業績として挙げられる。特に『上高地梓川水系の水生動物』（岩波書店）は、日本最初の河川生物群集についての書籍であり、かつ水生昆虫についての初の成書であるとされている。
また陸水学の先駆的存在でもあり、1931年に日本陸水学会が設立された際には、設立委員の一人として名を連ね、機関紙・陸水学雑誌の編集も手がけた。また陸水学雑誌に発表された「日光火山彙陸水の生態学的研究」は、湖や沼、渓流、湿原といった水生環境を総合的に取り上げ、その生物群集について記載した日本最初の論文であるとされる。研究対象とした生物も昆虫にかぎらず、取り扱った生物は枝角類、鰓脚類、カイアシ類、甲殻類など多岐にわたり、特に枝角類では世界的権威であったとされる。戦時中には、発電所の水路に発生したトビケラ対策のための研究グループを指揮し、発電所につながる信濃川の調査やシマトビケラの付着実験なども行った。
本州鷲家口で採集されたニホンオオカミについての論考もある。
晩年は、若い頃から関心をもっていた日本の生物学史（博物学史）の研究に力を注いだ。

## 著書
- 『陸水生物学概論』（1935年、養賢堂）
- 『上高地及び梓川水系の水棲動物』（1935年、岩波書店）
- 『日本生物学の歴史』（1939年、弘文堂書房・教養文庫）
- 『日本博物学史』（1948年、星野書店 ; 1973年、平凡社 ; 1989年、講談社〈講談社学術文庫〉）
- 『下水内の湖沼―長野県下水内郡ならびにその周辺の小湖沼の研究』（1958年、下水内教育会）
- 『淡水生物学』（1960年、北隆館）
- 『戸隠飯綱の湖沼―長野県上水内郡戸隠飯綱黒姫湖沼誌』（1965年、上水内郡誌編集会）
- 『陸水学史』（1977年、培風館）
- 『博物学史散歩』（1978年、八坂書房）
- 『薩摩博物学史』（1982年、島津出版会）
- 『博物学史論集』（1984年、八坂書房）
- 『忘れられた生物学』（1987年、八坂書房）
- 『博物学の愉しみ』（1989年、八坂書房）
- 『年表 日本博物学史』（1989年、八坂書房）
- 『博物学の時代』（1990年、八坂書房）

### 共著
- 『松原湖群の湖沼』（1954年、南佐久教育会） - 田中阿歌麿との共著。
- 『生物学実験ノート』（1961年、養賢堂） - 山下孝介との共著。

## 論文
- CiNii>上野 益三